# The Office Wife
The Office Wife is een Amerikaanse dramafilm uit 1930 onder regie van Lloyd Bacon. Destijds werd de film in Nederland uitgebracht onder de titel De vrouw op kantoor.

## Verhaal
Lawrence Fellowes (Lewis Stone) is de eigenaar van een reclamebureau. Zijn secretaresse Andrews heeft stiekem een oogje op hem. Ze begint te lijden onder die gevoelens en Lawrence stuurt haar op verlof. Ze wordt vervangen door de knappe, jonge Anne Murdock (Dorothy Mackaill), die hopeloos verliefd wordt op haar veel oudere chef. Maar ze houdt haar gevoelens voor hem verborgen omdat hij al getrouwd is. Fellowes wordt ook verliefd op haar en hij begint zijn vrouw Linda te verwaarlozen. Linda voelt zich verwaarloosd en begint een affaire met een andere man en vertrekt naar Parijs. Dan is de scheiding tussen hen een feit.

## Rolverdeling
| Acteur            | Personage            |
| ----------------- | -------------------- |
| Dorothy Mackaill  | Anne Murdock         |
| Lewis Stone       | Lawrence Fellowes    |
| Natalie Moorhead  | Linda Fellowes       |
| Hobart Bosworth   | McGowan              |
| Joan Blondell     | Katherine Murdock    |
| Blanche Frederici | Kate Halsey          |
| Brooks Benedict   | Jamison              |
| Dale Fuller       | Secretaresse Andrews |
| Walter Merrill    | Ted O'Hara           |